# Nagi Matsumoto
Nagi Matsumoto (松本 凪生 Matsumoto Nagi?, Osaka, 4 de septiembre de 2001) es un futbolista japonés que juega como centrocampista en el Sagan Tosu de la J2 League.

## Trayectoria

### Clubes
| Club                       | País  | Año       |
| -------------------------- | ----- | --------- |
| Cerezo Osaka sub-23        | Japón | 2018-2019 |
| Cerezo Osaka               | Japón | 2020-     |
| Tochigi S. C. (cedido)     | Japón | 2021      |
| Ventforet Kofu (cedido)    | Japón | 2022-2023 |
| Montedio Yamagata (cedido) | Japón | 2024      |
| Sagan Tosu (cedido)        | Japón | 2025-     |

## Palmarés

### Títulos nacionales
| Título             | Club           | País  | Año  |
| ------------------ | -------------- | ----- | ---- |
| Copa del Emperador | Ventforet Kofu | Japón | 2022 |